# Ulrike Kornek
Ulrike Kornek (* 1985 in Stendal) ist eine deutsche Wirtschaftswissenschaftlerin, Physikerin und Hochschullehrerin.

## Leben und Forschung
Ulrike Kornek studierte Physik an der Otto-von-Guericke-Universität in Magdeburg. Sie promovierte in Wirtschaftswissenschaften zu internationalen Klimaschutzabkommen bei Ottmar Edenhofer an der Technischen Universität Berlin und dem Potsdam-Institut für Klimafolgenforschung (PIK). Ihre Dissertation trägt den Titel Designing international climate agreements: an economic analysis of free-riding incentives. Anschließend arbeitete sie am Mercator Research Institute on Global Commons and Climate Change (MCC) und an der Princeton University. Im Jahr 2020 wurde sie zur Professorin für Umwelt- und Ressourcenökonomik an der Christian-Albrechts-Universität zu Kiel berufen.
Kornek forscht zu Umwelt- und Klimaökonomie. Sie verwendet agentenbasierte und spieltheoretische Modelle, um die Interaktion heterogener Agenten zu beschreiben. Sie untersucht Emissionshandel oder das Trittbrettfahrerproblem im Klimaschutz.

## Publikationen
- Ulrike Kornek: Designing international climate agreements: an economic analysis of free-riding incentives. Technische Universität, Berlin 2015, doi:10.14279/depositonce-4686.
- Jan Christoph Steckel, Michael Jakob, Christian Flachsland, Ulrike Kornek, Kai Lessmann, Ottmar Edenhofer: From climate finance toward sustainable development finance. In: Wiley Interdisciplinary Reviews: Climate Change 8(1), 2017, doi:10.1002/wcc.437.
- Sabine Fuss, Christian Flachsland, Nicolas Koch, Ulrike Kornek, Brigitte Knopf, Ottmar Edenhofer: A Framework for Assessing the Performance of Cap-and-Trade Systems: Insights from the European Union Emissions Trading System. In: Review of Environmental Economics and Policy 12(2), 2018, doi:10.1093/reep/rey010.
- Kai Lessmann, Ulrike Kornek, Valentina Bosetti, Rob Dellink, Johannes Emmerling, Johan Eyckmans, Miyuki Nagashima, Hans-Peter Weikard, Zili Yang: The stability and effectiveness of climate coalitions. In: Environmental and Resource Economics 62(4), 2018, S. 811–836, doi:10.1007/s10640-015-9886-0.